# Horace, North Dakota
Horace är en ort i Cass County i North Dakota. Vid 2010 års folkräkning hade Horace 2 430 invånare.